# Nazzaro (automerk)

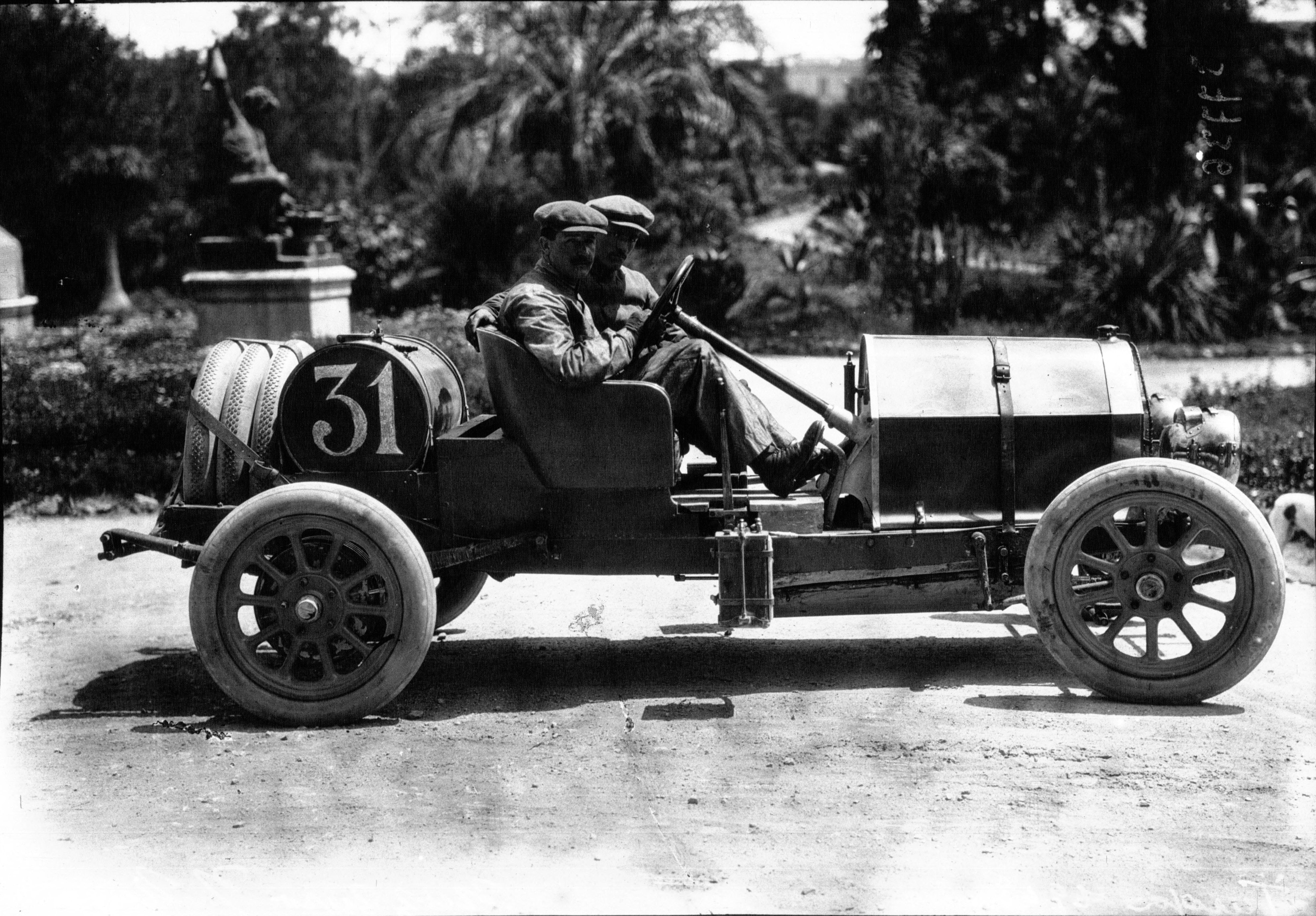
Felice Nazzaro in een Nazzaro (1913)

Nazzaro is een Italiaans automerk dat in 1911 werd opgericht door de autocoureur Felice Nazzaro.
Felice Nazzaro was in het begin van de twintigste eeuw een succesvolle autocoureur en won voor Fiat onder andere de Targa Florio en de Grand Prix van Frankrijk. In 1911 besloot hij om zelf auto's te gaan produceren en samen met Maurizio Fabry, Pilade Massuero en Arnaldo Zoller richtte hij Nazzaro & C.Fabbrica di Automobili op in Turijn. In 1916 moesten ze vanwege financiële problemen reeds stoppen met het bedrijf en Felice Nazzaro ging weer voor Fiat racen.